# Gilles Grondin (homme politique)
Pour les articles homonymes, voir Gilles Grondin et Grondin.
Gilles Grondin B.A., B.Sc.Lib. (3 février 1943-18 juillet 2005) est un bibliothécaire, directeur des services aux étudiants et homme politique fédéral du Québec.

## Biographie
Né à Shawinigan-Sud dans la région de la Mauricie, il entama sa carrière politique en devenant maire de sa ville natale en 1977. Ne se représentant pas en 1985, il fut remplacé par Claude Pinard. 
Sur la scène fédérale, il devient député du Parti libéral du Canada dans la circonscription fédérale de Saint-Maurice lors d'une élection partielle déclenchée après la démission de Jean Chrétien en 1986. Porte-parole libéral en matière de jeunesse durant l'ensemble de son mandat, il ne se représenta pas en 1988.